# 瓦雷泽篮球俱乐部
瓦雷泽篮球俱乐部，是意大利瓦雷泽市的一个职业篮球俱乐部，成立于1946年。瓦雷泽队现参加意大利篮球甲级联赛。

## 荣誉
- 意大利篮球联赛冠军：1961, 1964, 1969, 1970, 1971, 1973, 1974, 1977, 1978, 1999
- 欧洲锦标赛冠军：1970, 1972, 1973, 1975, 1976